# Francisco Contreras (calciatore)
Francisco Contreras Báez (Culiacán, 16 maggio 1999) è un calciatore messicano, centrocampista del Club Tijuana.

## Carriera
Cresciuto nel settore giovanile del Dorados, ha esordito in prima squadra il 22 febbraio 2017 disputando l'incontro di Copa MX perso 0-5 contro il Monterrey. Dopo quattro stagioni trascorse nella seconda divisione messicana, nell'estate del 2021 viene acquistato dal Juárez, formazione della massima serie messicana.

## Statistiche

### Presenze e reti nei club
Statistiche aggiornate al 1º marzo 2022.
| Stagione        | Squadra         | Campionato      | Campionato | Campionato | Coppe nazionali | Coppe nazionali | Coppe nazionali | Coppe continentali | Coppe continentali | Coppe continentali | Altre coppe | Altre coppe | Altre coppe | Totale | Totale |
| Stagione        | Squadra         | Comp            | Pres       | Reti       | Comp            | Pres            | Reti            | Comp               | Pres               | Reti               | Comp        | Pres        | Reti        | Pres   | Reti   |
| --------------- | --------------- | --------------- | ---------- | ---------- | --------------- | --------------- | --------------- | ------------------ | ------------------ | ------------------ | ----------- | ----------- | ----------- | ------ | ------ |
| 2016-2017       | Dorados         | AMX             | 1          | 0          | CM              | 1               | 0               |                    | -                  | -                  |             | -           | -           | 2      | 0      |
| 2017-2018       | Dorados         | AMX             | 0          | 0          | CM              | 4               | 0               |                    | -                  | -                  |             | -           | -           | 4      | 0      |
| 2018-2019       | Dorados         | AMX             | 10         | 0          | CM              | 10              | 1               |                    | -                  | -                  |             | -           | -           | 20     | 1      |
| 2019-2020       | Dorados         | AMX             | 14         | 1          | CM              | 6               | 0               |                    | -                  | -                  |             | -           | -           | 20     | 1      |
| Totale Dorados  | Totale Dorados  | Totale Dorados  | 25         | 1          |                 | 21              | 1               |                    | -                  | -                  |             | -           | -           | 46     | 2      |
| 2020-2021       | Juárez          | LMX             | 14         | 1          |                 | -               | -               |                    | -                  | -                  |             | -           | -           | 14     | 1      |
| 2021-2022       | Juárez          | LMX             | 11         | 0          |                 | -               | -               |                    | -                  | -                  |             | -           | -           | 11     | 0      |
| Totale Juárez   | Totale Juárez   | Totale Juárez   | 25         | 1          |                 | 0               | 0               |                    | -                  | -                  |             | -           | -           | 25     | 1      |
| Totale carriera | Totale carriera | Totale carriera | 50         | 2          |                 | 21              | 1               |                    | -                  | -                  |             | -           | -           | 71     | 3      |